# 雙帶海豬魚
雙帶海豬魚（學名：Halichoeres bivittatus）為輻鰭魚綱鱸形目隆頭魚亞目隆頭魚科的其中一種，分布於西大西洋區，從美國北卡羅萊納州至巴西海域，棲息深度1-15公尺，體長可達35公分，棲息在水淺的礁石海域，以腹足類、小魚等為食，生活習性不明，可作為觀賞魚。